# Wigancicka Polana
Wigancicka Polana (niem. Weigelsdorfer Plänel) – przełęcz 788 m n.p.m. w południowo-zachodniej Polsce w Sudetach Środkowych w Górach Sowich.
Przełęcz położona około 3,0 km na wschód od Jugowa na obszarze Parku Krajobrazowego Gór Sowich, w środkowo-południowej części Gór Sowich, po południowo-wschodniej stronie od wzniesienia Popielak.
Przełęcz stanowi rozległe i płytkie siodło o stromych podejściach i skrzydłach, wcinające się gnejsowy, główny grzbiet Gór Sowich, oddzielając masyw Popielaka 856 m n.p.m., od wzniesienia bez nazwy o wysokości ok. 810 m n.p.m. Na całej przełęczy rośnie dolnoreglowy las świerkowy z małą domieszka buka. 
Przez przełęcz  przebiega granica administracyjna między powiatem kłodzkim a powiatem dzierżoniowskim.

## Turystyka
Przez przełęcz przechodzi szlak turystyczny:
- czerwony - prowadzi partią grzbietową przez całe Góry Sowie[2].

Na przełęczy zlokalizowane jest na niewielkiej polance miejsce odpoczynku - wiata turystyczna.